# Parafia Opieki Najświętszej Maryi Panny w Dejlidkach
Parafia Opieki Najświętszej Maryi Panny w Dejlidkach – rzymskokatolicka parafia znajdująca się w diecezji grodzieńskiej, w dekanacie Ostrowiec, na Białorusi.
Do parafii należy kaplica filialna pw. Bożego Miłosierdzia w Stacji Oszmiana.

## Historia
W 1805 kanonik wileński Joachim Sulistrowski i Brygida Michajłowska z Sulistrowskich ufundowali drewniany kościół w Daukszyszkach. W XIX w. był on filią parafii w Sołach. Kościół ten spłonął podczas I wojny światowej.
Nowy kościół zbudowano w latach 1927-1929. 13 stycznia lub 13 października 1929 konsekrował go biskup pomocniczy wileński Kazimierz Mikołaj Michalkiewicz. W II Rzeczypospolitej w Daukszyszkach działała samodzielna parafia, należąca do dekanatu Oszmiana archidiecezji wileńskiej.
Po II wojnie światowej Daukszyszki znalazły się w Związku Sowieckim. W 1949 komuniści znacjonalizowali kościół, który następnie służył jako pomieszczenia kołchozu. Został on zwrócony w 1989 i w 1990 odbudowany.
20 kwietnia 1990 administrator apostolski Mińska bp Tadeusz Kondrusiewicz rekonsekrował świątynię. Od 1991 parafia znajduje się w diecezji grodzieńskiej. 19 listopada 2002 biskup grodzieński Aleksander Kaszkiewicz dekretem zmienił nazwę parafii z parafia Opieki NMP w Daukszyszkach na parafia Opieki NMP w Dejlidkach.

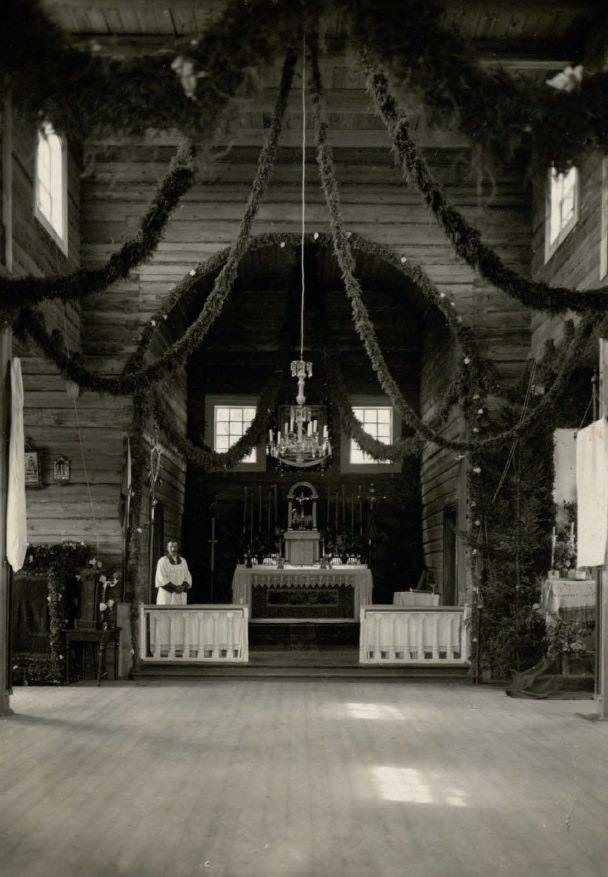
wnętrze kościoła w 1930